# Vega de Tirados
Vega de Tirados település Spanyolországban, Salamanca tartományban. Vega de Tirados Juzbado, San Pedro del Valle, Carrascal de Barregas, Golpejas és Villarmayor községekkel határos. Lakosainak száma 149 fő (2024).

## Népesség
A település népessége az elmúlt években az alábbi módon változott:
| Lakosok száma | 212  | 247  | 224  | 209  | 200  | 186  | 171  | 163  | 160  | 149  |
|               | 2001 | 2004 | 2007 | 2009 | 2012 | 2014 | 2017 | 2019 | 2022 | 2024 |